# Metynnis
Metynnis (pacu-prata) é um gênero de pacus da família Serrasalmidae.

## Espécies
- Metynnis altidorsalis C. G. E. Ahl, 1923
- Metynnis argenteus C. G. E. Ahl, 1923
- Metynnis cuiaba Pavanelli, Ota & Petry, 2009
- Metynnis fasciatus C. G. E. Ahl, 1931
- Metynnis guaporensis C. H. Eigenmann, 1915
- Metynnis hypsauchen (J. P. Müller & Troschel, 1844)
- Metynnis lippincottianus (Cope, 1870)
- Metynnis longipinnis Zarske & Géry, 2008
- Metynnis luna Cope, 1878
- Metynnis maculatus (Kner, 1858)
- Metynnis melanogrammus Ota, Rapp Py-Daniel & Jégu, 2016[2]
- Metynnis mola C. H. Eigenmann & C. H. Kennedy, 1903
- Metynnis orinocensis (Steindachner, 1908)
- Metynnis otuquensis C. G. E. Ahl, 1923
- Metynnis polystictus Zarske & Géry, 2008